# Prunus dolichobotrys
Prunus dolichobotrys — вид квіткових рослин з родини трояндових (Rosaceae). Ареал охоплює такі країни: Індонезія (Папуа), Папуа-Нова Гвінея (архіпелаг Бісмарка, Папуа-Нова Гвінея (основна острівна група)).

## Середовище
Зустрічається в низинних та гірських лісах. Морфологічно дуже схоже на Prunus gazelle peninsulae, за винятком плодів. Росте на висотах від 0 до 1800 метрів.

## Морфологічна характеристика
Цей вид — велике дерево, що досягає 30 метрів заввишки.

## Використання
Корінне населення використовує його листя в супах та інших стравах для додавання смаку.